# Robert Kotewall
Robert Hormus Kotewall CMG (1880–1949) era um empresário britânico de Hong Kong, servidor público e legislador.
Kotewall era filho de Hormusjee Rustomjee Kotewall, um parsi da Índia. Sua ascendência incluía chinês, parsi (como sugere seu nome do meio, Hormus, e sobrenome, Kotewall) e antepassados europeus.

## Primeiros anos
Kotewall nasceu em 1880. Ele era filho de Hormusjee Rustomjee Kotewall e Cheung A-cheung.

## Carreira
Em 1913, Kotewall foi nomeado secretário da Magistratura. Em 1919, ele foi gerente da Companhia Mercantil de Hong Kong. Em 1923, ele foi convidado a integrar o Conselho Legislativo como membro não-oficial, cargo que ocupou até 1935. Em 1936, ele ingressou no Conselho Executivo.

## Vida pessoal
A esposa de Kotewall era Edith (née Lowcock) Kotewall (n. 1889). Ela era filha de George Lowcock e neta de Henry Lowcock, um empresário inglês em Hong Kong.

### Legado
Kotewall Road, em Mid-Levels, Ilha de Hong Kong, e Sir Robert Kotewall Hall, no campus do St. Paul's Co-educational College, são nomeados em homenagem a ele. Sua filha, Dra. Bobbie Kotewall, professora, tornou-se diretora da faculdade.

## Galeria

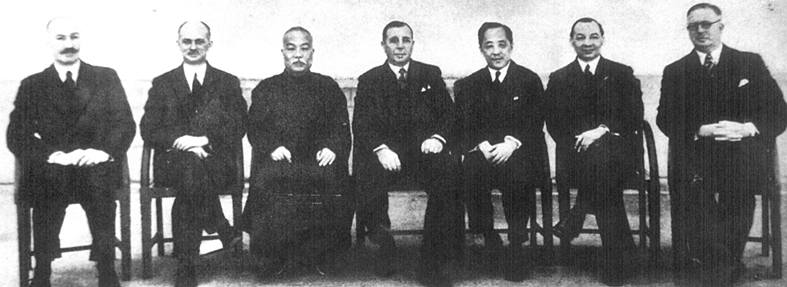
Robert Kotewall (segundo à direita) como parte da administração de Geoffry Northcote (centro)